# 重慶長安民生物流
重庆长安民生物流股份有限公司（简称长安民生物流）（港交所：1292）是一家总部位于中国重慶的物流公司。

## 历史
於2001年成立，前身為「重庆长安民生物流有限責任公司」。主要股东为重庆长安工业（集团）有限责任公司、民生实业（集团）有限公司、美集物流有限公司。目前股本总额1.62亿元，总资产14.2亿元，2010年实现营业收入28.27亿元。現任董事长谢世康，副董事長盧國紀。
2006年2月23日，重慶長安民生物流於香港交易所創業板上市，當時的上市編號是8217。2013年7月18日，重慶長安民生物流轉為在港交所主板上市。

## 附屬和合營公司
重庆长安民生福集保税物流有限公司、重庆长安民生博宇运输有限公司、重庆长安民生福永物流有限公司、南京长安民生住久物流有限公司、重庆特锐运输服务有限公司、武汉长安民福通物流有限公司、重庆长安民生鼎捷物流有限公司。